# Festival Nacional de Folklore de Gjirokastra

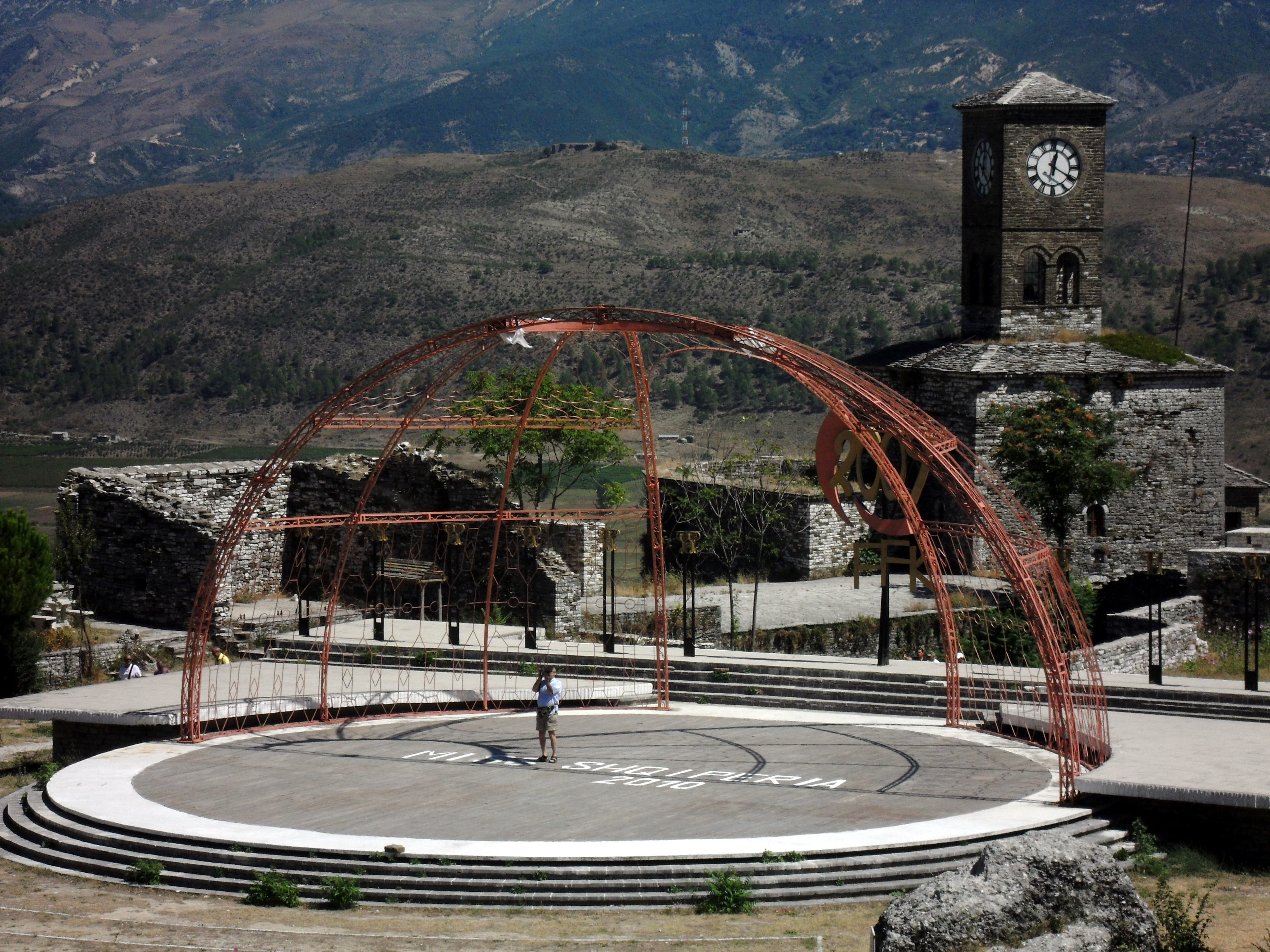
El lugar del festival está localizada dentro de Castillo de Gjirokastra.

El Festival Nacional de Folklore de Gjirokastra (en albanés: Festivali Folklorik Kombëtar i Gjirokastrës) es un festival artístico que tiene lugar cada cinco años en Castillo de Gjirokastër en Gjirokastra, sur de Albania. El festival se celebró por primera vez en 1968 y está considerado como el evento más importante de la cultura albanesa. El festival exhibe música tradicional, vestimenta y danza nacional, la diáspora, y las tierras habitadas por los albaneses en el sur de Italia. El Festival de Gjirokastra fue parte de la tradición de los Festivales Folclóricos iniciados en Tirana en 1949.

## Historia

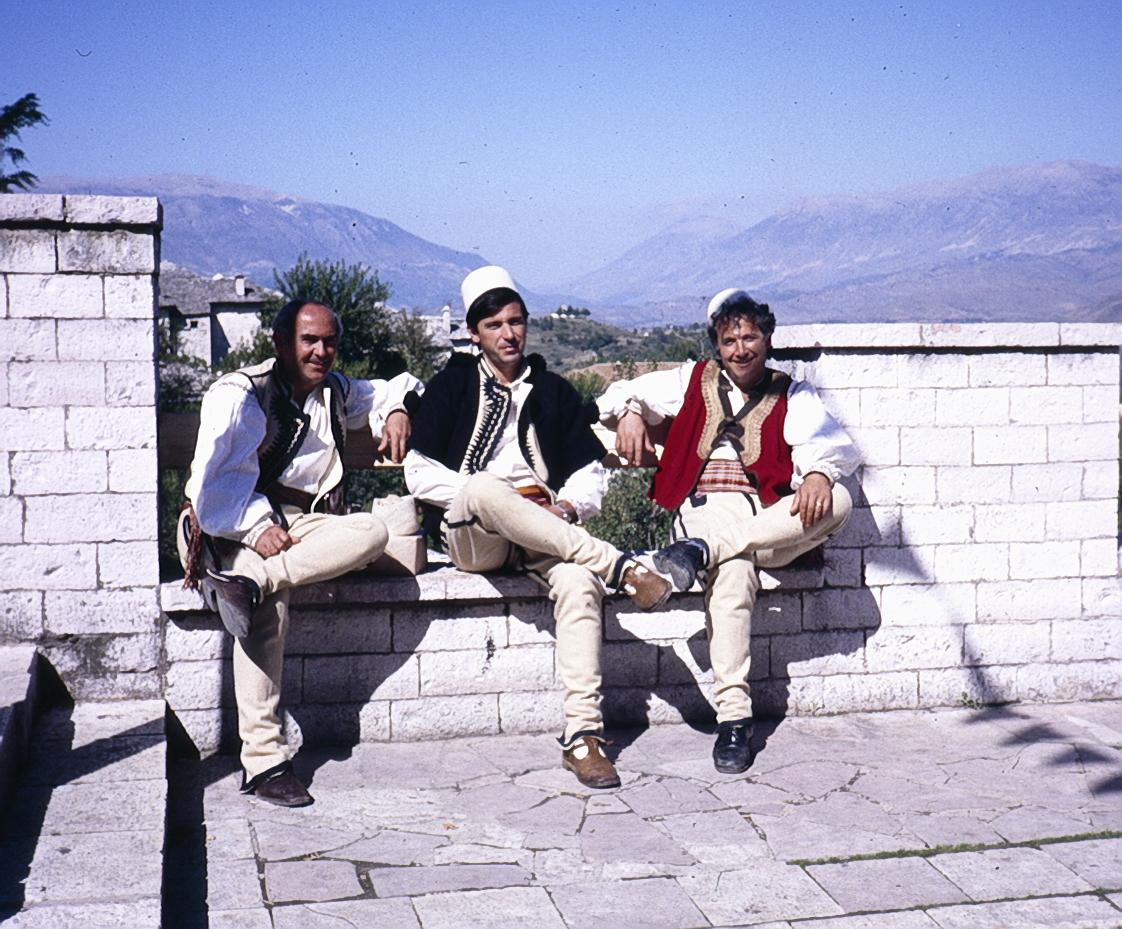
Cantantes folclóricos en la edición de 1988.

El Festival Nacional de Folklore Gjirokastra fue precedido por el Festival Nacional de la Canción, Música y Danza realizado en Tirana, capital de Albania en 1949 y posteriormente entre el 25 y 27 de noviembre de 1959.  Diez años después, entre el 8 y el 16 de octubre de 1968, se realiza el primer Festival Nacional de Folklore de Gjirokastra para celebrar el 60° cumpleaños de Enver Hoxha, dictador comunista de Albania y nativo de esa ciudad. El festival se celebraba cada 5 años entre 1973, 1978, 1983, y 1988. En 1995, el festival se realizó en la ciudadela Berat, mientras que desde septiembre de 2000, se volvió a realizarse en Gjirokastra.
La 9.ª edición fue realizada en septiembre de 2009. Los ganadores del Festival fue el Condado de Shkodër por su mejor rendimiento general, mientras que los mejores rendimientos individuales fueron dados a los bardos Sherif Dervishi y Myfterin Uka.
La última edición tomó lugar entre el 10 y el 16 de mayo de 2015.

## Otros festivales
La vestimenta tradicional, danzas y folklore son exhibidos en varios otros festivales, incluyendo el Sofra Dardane, que se realiza cada mes de junio en Bajram Curri, el Oda Dibrane en Peshkopi, el Logu i Bjeshkeve, que se realiza cada agosto en Kelmend, el Festival de Danza Cham en Saranda, y otros festivales en varias ciudades albanesas. 